# Время, вперёд! (фильм)
«Время, вперёд!» — советская двухсерийная производственная драма 1965 года, экранизация одноимённого романа Валентина Катаева. В качестве названия использована известная строка из пьесы Маяковского «Баня» (стихотворный фрагмент «Марш времени»).
Фильм снимался к юбилейному пятидесятилетию Октябрьской революции.

## Сюжет
Май 1930 года. Историческая хроника первых пятилеток плавно переходит в сюжет фильма. Один день на строительстве Магнитогорского металлургического комбината. Утром из плаката-молнии Шуры Солдатовой строители узнают о том, что бетонщики Харькова установили рекорд по количеству замесов за смену. Две бригады под руководством Ищенко и Ханумова рвутся в бой, чтобы этот рекорд побить. Руководитель 6-го участка Маргулиес в сложном положении: настраивать подчинённых на трудовые достижения ему не нужно, наоборот, необходимо умерить излишний пыл. Руководство стройки в лице Налбандова не поощряет погоню за рекордами, полагая, что во главу угла следует ставить тщательное планирование и качество. Другая небольшая сюжетная линия связана со столичным писателем Огниевым, приехавшим на всесоюзную стройку за новыми сюжетами.
Получив из Москвы расчёты и взвесив все возможности, Маргулиес даёт Ищенко добро на рекорд. Начинается смена, и бетонщики готовы совершить трудовой подвиг. Параллельно показаны личные проблемы героев картины. Не выдержав суровых условий уральской стройки, от прораба Корнеева уходит жена. А жена бригадира Ищенко именно в этот день рожает, и ему приходится срочно везти её в роддом. Двое членов его бригады Саенко и Загиров — тунеядцы, разлагающие других рабочих, и их с позором изгоняют из коллектива. Начинается проливной дождь, переходящий в бурю. Неожиданно кончается цемент, и для продолжения смены Корнееву приходится всеми правдами и неправдами доставать его со склада.
Когда рабочие превышают показатель харьковчан в 306 замесов, приходит неприятная новость: коллеги из Кузнецкстроя побили рекорд и довели его до недостижимых, казалось бы, 402 замесов. Смена на исходе, но рабочие с остервенением продолжают сражение за высокий показатель. Последнее препятствие на пути к рекорду — член аварийного штаба Семечкин, решивший в самый ответственный момент поставить на водопровод счётчик, что лишило бетонщиков воды. Маргулиес с помощью стрелков военизированной охраны арестовывает перестраховщика. Бригадир соперников Ханумов, наблюдающий за происходящим со стороны, не выдерживает и помогает Ищенко частично автоматизировать процесс. В результате к окончанию смены бригада торжественно рапортует о «мировом рекорде» в 415 замесов. Перед завершением вахты появляется контрольная комиссия, которая берёт пробы бетона, а возглавляющий её Налбандов даёт понять Маргулиесу, что это ещё не конец.
Наступает ночь. Давид Маргулиес всё ещё на ногах, он не отдыхал и ничего не ел. Он провожает Шуру Солдатову. Как оказывается, их связывают любовные отношения. Шура неожиданно предлагает Давиду: «Замуж меня возьмёшь?» — на что он отвечает: «Ты-то меня возьмёшь?»

## В ролях
- Инна Гулая — Шура Солдатова
- Тамара Сёмина — Оля Трегубова
- Сергей Юрский — Давид Львович Маргулиес
- Леонид Куравлёв — прораб Корнеев
- Раднер Муратов — Загиров
- Ефим Копелян — Налбандов
- Юрий Волынцев — писатель Огниев
- Александр Январёв — Костя Ищенко
- Николай Федорцов — Сметана
- Владимир Кашпур — Ханумов
- Станислав Хитров — Саенко
- Вадим Зобин — Мося
- Елена Королёва — Феня, жена Кости Ищенко
- Лариса Кадочникова — Катя, сестра Маргулиеса
- Татьяна Лаврова — Клава, жена Корнеева
- Игорь Ясулович — Винкич
- Михаил Кокшенов — милиционер Канунников
- Виктор Сергачёв — Семечкин
- Бруно Оя — Томас Биксби
- Виктор Семёнов — Сигов
- Борис Юрченко — Филонов
- Евгений Харитонов — Слободкин
- Виктор Павлов — руководитель агитбригады
- Лев Дуров — Кутайсов

## Музыка к фильму
Сюита «Время, вперёд!» композитора Георгия Свиридова — одна из самых узнаваемых и ярких мелодий советского времени; в течение продолжительного времени она использовалась в заставке программы «Время».
Также в фильме звучат другие песни той эпохи: фокстрот «Джон Грей» Матвея Блантера, «По морям, по волнам» и др.

## Наследие
Произведение прозвучало в финале церемонии закрытия Олимпийских игр 2010 года в Ванкувере под управлением Валерия Гергиева, представляя предстоящие зимние Олимпийские игры 2014 года в Сочи. На церемонии открытия Олимпиады-2014 в Сочи эта же тема вновь была использована — в сцене, изображавшей индустриализацию страны и коллективизацию сельского хозяйства в Советском Союзе. Танцоры в красно-чёрных костюмах взаимодействовали с гигантскими стилизованными тракторами, экскаваторами, шестернями и прочими подобными деталями механизмов. Российская сборная по художественной гимнастике включила данную увертюру в свою золотую программу по многоборью на летних Олимпийских играх 2016 года.

## Съёмочная группа
- Автор сценария: Валентин Катаев, Михаил Швейцер
- Режиссёр: Михаил Швейцер, София Милькина
- Оператор: Наум Ардашников, Юрий Гантман
- Художники: Абрам Фрейдин, Юрий Ракша
- Композитор: Георгий Свиридов
- Дирижёр: Э. Хачатурян (Государственный симфонический оркестр кинематографии)

## Съемки
Съёмки проходили в Керчи на территории Металлургического завода им. Войкова, построенного бельгийцами до революции. Во время войны Керчь несколько раз переходила из рук в руки и каждый раз территорию бомбили и взрывали. К 1964 году завод был восстановлен, но на этой его площадке уже не было доменных печей, мартенов, прокатных станов, там выпускали эмалированную посуду. Задачам съёмок руины соответствовали идеально. На территории завода построили декорацию вдоль железнодорожных путей, нашли старый паровоз, бетономешалку, тачки, стерлинги — все соответствовало эпохе начала тридцатых годов.
Возникали проблемы с артистами Юрским или Копеляном, которые были плотно заняты в своих театрах, С. Милькина летела в Ленинград и возвращалась обязательно с исполнителями.
Декорации на натуре и в павильонах были весьма достоверны. Однако первый же отсмотренный материал вызвал серьёзный кризис в группе. М. Швейцер мрачно молчал, С. Милькина заявила: «Концлагерь! Вы снимаете концлагерь! Михаил Абрамович, это типичный концлагерь!». Однако руководство творческого объединения согласилось с видением оператора.
Н. Ардашников так описывает свой подход:
«У Катаева в тексте были слова о том, что стройка — это ребус: огни, дымы, смешение людей, машин, ветра и дождя. Эти слова и определили изобразительное решение фильма. Камера непрерывно двигалась, панорамировала, следя за движением людей, машин, тачек, грабарок. Длиннофокусный объектив выхватывал самые неожиданные картины жизни стройки: вот ведут слонов в цирк, идет похоронная процессия, взрывают какие-то холмы, спешит куда-то один из героев фильма — и все это происходит в одном кадре. Это требовало безупречной организации, абсолютной слаженности работы всей съемочной группы.»
Огромным плюсом картины стала музыка Георгия Свиридова. После записи музыканты оркестра и А. Хачатурян ему аплодировали. Художественный совет шестого объединения «Мосфильма» был весьма серьёзным: Солженицын, Бондарев, Бакланов. На него явился В. П. Катаев в сопровождении Веры Пановой. Картина понравилась Катаеву, он рассказал группе, как Маяковский подарил ему название «Время, вперед!».